# Stazione di Suseo
Suseo (수서역 - 水西驛, Suseo-yeok) è una stazione della metropolitana di Seul situata nel quartiere di Gangnam-gu e funge da importante interscambio fra la linea 3 e la linea Bundang, gestita dalla Korail, le ferrovie di stato della Corea del Sud.
È in costruzione una stazione per i treni ad alta velocità KTX diretti a sud tramite la Linea KTX Suseo, che aprirà nel 2016.

## Linee
Seoul Metro
● Linea 3 (Codice: 349)
Korail
■ Linea Bundang (Codice: K221)

## Struttura
La stazione è realizzata in sotterranea per entrambe le linee.

### Stazione Seoul Metro
La linea 3 dispone di tre binari sotterranei al secondo piano interrato, con un marciapiede a isola e uno laterale, tutti dotati di porte di banchina. Il binario 3 è direttamente collegato al deposito di Suseo, pertanto i treni, da questo binario, non possono continuare verso Ogeum. L'interscambio con la linea Bundang è possibile verso il lato ovest (lato stazione di Irwon).
| 1 | ● Linea 3 | per Yangjae, Express Bus Terminal, Jongno 3-ga, Gupabal, Daegok e Daehwa |
| 2 | ● Linea 3 | per Ogeum                                                                |
| 3 | ● Linea 3 | per deposito, e treni originantisi in questa stazione                    |

### Stazione Korail
La linea Bundang si trova al quarto piano sotterraneo, e possiede due binari passanti con due marciapiedi laterali protetti da porte di banchina.
| 1 | ■ Linea Bundang | per Dogok, Seolleung e Wangsimni       |
| 2 | ■ Linea Bundang | per Bokjeong, Jukjeon, Giheung e Suwon |

## Stazioni adiacenti
| «             | Servizio | »             |
| Linea 3       | Linea 3  | Linea 3       |
| ------------- | -------- | ------------- |
| Irwon         | -        | Mercato Garak |
| Linea Bundang |          |               |
| Daemosan      | -        | Bokjeong      |